# Nāḩiyat Dārat ‘Izzah
Nāḩiyat Dārat ‘Izzah (arabiska: ناحية دارة عزة) är ett subdistrikt i Syrien.   Det ligger i provinsen Aleppo, i den nordvästra delen av landet, 300 km norr om huvudstaden Damaskus.
Omgivningarna runt Nāḩiyat Dārat ‘Izzah är i huvudsak ett öppet busklandskap. Runt Nāḩiyat Dārat ‘Izzah är det ganska tätbefolkat, med 86 invånare per kvadratkilometer.